# Mamintal Tamano
Mamintal H. Tamano (* 25. Dezember 1928 in Tamparan, Lanao del Sur; † 18. Mai 1994) war ein philippinischer Politiker der Nacionalista Party, der unter anderem von 1969 bis 1972 sowie erneut zwischen 1987 und 1992 Mitglied des Senats war.

## Leben
Nachdem Tamano die Lanao High School mit Auszeichnung abgeschlossen hatte, begann er ein grundständiges Studium an der Universität der Philippinen und beendete dieses 1952 mit einem Bachelor of Arts (B.A.). Ein darauf folgendes Studium der Rechtswissenschaften an der Universität der Philippinen schloss er 1953 mit einem Bachelor of Laws (LL.B.) ab. Danach wurde er Friedensrichter in Lanao del Sur und absolvierte später ein postgraduales Studium der Rechtswissenschaften an der Cornell University, welches er 1958 mit einem Master of Laws (LL.M.) beendete.
Am 30. Dezember 1959 wurde Tamano Vizegouverneur der Provinz Lanao del Sur und bekleidete diese Funktion zehn Jahre lang bis zum 30. Dezember 1969. Bei den Wahlen vom 11. November 1969 errang er mit 3.458.193 Stimmen den achten Platz der acht zu vergebenden Plätze im Senat und verblieb bis zur Verhängung des Kriegsrechts durch Präsident Marcos am 21. September 1972 Senator.
Nach dem Sturz von Marcos im Zuge der nach der Epifanio de los Santos Avenue benannten EDSA-Revolution (Peoples Power Revolution) am 25. März 1986 wurde Tamano von Präsidentin Corazon Aquino zum stellvertretenden Außenminister ernannt und damit zum Stellvertreter von Salvador Laurel. Bei den Wahlen vom 11. Mai 1987 kandidierte er als Mitglied der United Nationalist Democratic Organization (UNIDO) für das Wahlbündnis Lakas ng Bayan LABAN abermals für den Senat. Dabei wurde er wieder zum Senator gewählt und belegte unter 54 Kandidaten mit 8.102.231 Stimmen den 22. Platz unter den 24 zu vergebenden Sitzen im Senat. Bei der darauf folgenden Wahl am 11. Mai 1992 bewarb er sich für die Laban ng Demokratikong Pilipino (LDP). Er kam allerdings mit 3.642.828 Stimmen nur auf den 28. Platz und schied daraufhin aus dem Senat aus. Während seiner fünfjährigen Mitgliedschaft im Senat trat er für die Einrichtung einer Autonome Region Muslimisches Mindanao (ARMM) ein, für eine Befriedung von Mindanao sowie für die Verwendung der dortigen natürlichen Ressourcen zur Verbesserung der Lebensbedingungen auf Mindanao.
Tamano, der am 18. Mai 1994 an den Folgen einer intrazerebralen Blutung verstarb, war verheiratet mit Haji Putri Zorayda Abbas und hatte mit dieser neun Kinder, darunter der Rechtsanwalt Adel Tamano, der zwischen 2007 und 2009 Präsident der 1965 gegründeten Universität der Stadt Manila war und bei den Wahlen am 10. Mai 2010 für die Nacionalista Party erfolglos für einen Sitz im Senat kandidierte.